# Robert Kajanus
Robert Kajanus est un compositeur et chef d'orchestre finlandais né le 2 décembre 1856 à Helsinki et décédé le 6 juillet 1933 dans la même ville.

## Biographie
En 1868, il prend des cours de théorie musicale puis de composition avec Richard Faltin (1835-1918). En 1874, il fait la connaissance d'Elias Lönnrot qui a compilé le Kalevala, l'épopée nationale finlandaise. Il rencontre également Jean Sibelius, alors élève à l'Institut de musique d'Helsinki de Richard Faltin. De 1877 à 1880, il rejoint Leipzig afin d'étudier auprès de Carl Reinecke puis auprès de Johan Svendsen à Paris.
Il fait ses débuts de chef d'orchestre à Helsinki en 1878 où il défend l'œuvre de Sibélius puis de Leevi Madetoja notamment.
En 1882, il fonde la Société orchestrale d'Helsinki, qui deviendra plus tard l'orchestre philharmonique d'Helsinki. Il dirige cet orchestre jusqu'à la fin de sa vie. En 1889, il entreprend des études de direction auprès d'Hans von Bülow, avant de diriger pour la première fois l'orchestre philharmonique de Berlin l'année suivante.

## Œuvres principales

### Œuvres symphoniques
- La marche funèbre de Kullervo, op. 3 (1880)
- Rhapsodie finnoise no 1 op. 5 (1881)
- Aino, poème symphonique (1885, révisé en 1916)
- Sinfonietta en si bémol majeur, op. 16 (1915)